# Бунтар Один. Зоряні війни. Історія
«Бунтар Один. Зоряні війни. Історія» (англ. Rogue One: A Star Wars Story), або просто «Бунтар Один» — американський фільм у жанрі космічної опери 2016 року, знятий Ґаретом Едвардсом за сценарієм Кріса Вайца і Тоні Гілроя. Перший стенделоун кіносаги «Зоряні війни» та перша стрічка у серії «Антологія». У фільмі розповідається про групу бунтівників, які пргануть викрасти в Галактичної імперії креслення її головної космічної зброї — «Зірки смерті». Події кінокартини відбуваються після «Помсти ситхів» (2005) і незадовго до «Нової надії» (1977). У головних ролях зіграли Фелісіті Джонс, Дієго Луна, Бен Мендельсон, Донні Єн, Мадс Міккельсен, Алан Тудик, Цзян Вень і Форест Вітакер.
Світова прем'єра «Бунтар Один» відбулась 10 грудня 2016 року в театрі Pantages у Лос-Анджелесі. Прем'єра в Європі відбулась 14 грудня 2016 року, в Україні — 15 грудня, у США — 16 грудня. Стрічка отримала переважно схвальні відгуки від кінокритиків, які відзначили акторську гру Фелісіті Джонс, батальні сцени, візуальні ефекти, музику Майкла Джаккіно, а також персонажа K-2S0, озвученого Аланом Тудиком. Світові касові збори фільму склали понад один мільярд доларів, що дозволило йому зайняти другу сходинку найкасовіших кінокартин 2016 року і 22-гу сходинку найкасовіших кінокартин усіх часів. «Бунтар Один» номіновали на премію «Оскар» за найкращий звук і найкращі візуальні еффекти.

## Сюжет
Інженера Ґейлена Ерсо знаходить один з керівників військового проєкту Галактичної імперії Орсон Креннік разом з шістьма чорними елітними штурмовиками. Він погрозами змушує інженера повернутися до покинутої роботи. Втручається його дружина Ліра Ерсо і прибулі імперські солдати вбивають її. Донька Ґейлена Джин бачить це звіддаля і ховається завдяки допомозі старого друга її родини Со Ґеррери.
Дорослу Джин Ерсо визволяють з конвою повстанці та доставляють дівчину на свою базу. Керівництво Альянсу повстанців цікавиться Джин, адже з її допомогою можна вийти на Ґейлена, що розробляє якусь могутню зброю для Імперії. Тим часом губернатор Таркін виголошує догану Орсону Кренніку за зрив планів. Від Кренніка втік пілот, який може розповісти сенату про новітню, надзвичайно дорогу і руйнівну бойову станцію. Таркін пропонує продемонструвати її силу негайно, щоб виправдати очікування.
Джин в супроводі капітана розвідки Альянсу Касіана Андора і дроїда K-2S0 вирушає на планету Джедда. Там знаходиться база Со Ґеррера, котрий може розповісти де перебуває Ґейлен. На місці вони розуміють, що Імперія розграбувала тамтешні храми джедаїв заради добуття кайбер-кристалів для своєї зброї. Джин з Касіаном прибувають до міста, де встряють у бій повстанців з імперцями. Дроїд K-2S0 видає себе за аналогічного ворожого і вдає ніби Касіан з Джин полонені. Коли обман викривається, на допомогу приходить сліпий хранитель храму джедаїв і бойовики на чолі з Со Ґеррерою.
Таркін наказує Кренніку випробувати зброю на місті Джедда. Со показує полоненого пілота-перебіжчика Бодхі Рука і доставлене ним повідомлення від Ґейлена з інформацією про те, що нова зброя Імперії — величезна бойова станція, має назву «Зірка смерті». Ґейлен лишив у ній вразливе місце, яке можна дізнатися з креслень, схованих на імперській базі планети Скариф. Постріл «Зірки смерті» пробиває кору планети, за лічені хвилини повністю знищуючи місто Джедда та його околиці разом зі сховищем Со Ґеррера. Джин, Касіан, Бодхі і ще трохи повстанців встигають втекти на невеликому кораблі.
Від Бодхі Джин довідується, що її батько перебуває на планеті Іду. Вона вирушає туди разом з Касіаном, попри небезпеку. Їхній корабель зазнає аварії, але пасажирам вдається вночі дістатися до імперської бази. Виявляється, Касіан має таємний наказ знищити Ґейлена Ерсо як зрадника, але він не наважується вистрілити в інженера. Креннік береться розшукати пілота-втікача та прибуває на ту ж планету. Несподівано нападає ескадрилья Альянсу повстанців. Під час бою Ґейлен гине, Бодхі Рук захоплює імперський зореліт, на якому з Касіаном і Джин вирушає до Явіна IV, на базу Альянсу.
Креннік приходить на аудієнцію до Дарта Вейдера, де той зауважує, що в Кренніка завеликі амбіції, чим озлоблює його. Зібрана рада повстанців недовіряє даним Джин про вразливе місце «Зірки смерті». Багато хто переконаний, що це пастка, влаштована Ґейленом, і потрібно здатися. Касіан збирає загін добровольців, що вірять у шанс знищити «Зірку смерті». До них приєднуються вцілілі служителі Храму джедаїв з Джедди. Без згоди на те Альянсу вони відлітають на планету Скариф, але вона оточена силовим щитом, який не пропускає ні кораблі, ні радіохвилі. Єдине місце проходу крізь нього — шлюз, де вимагають кодів. Старі коди виявляються досі дійсними, корабель пропускають і він, назвавшись «Бунтар Один», приземляється неподалік від вежі, де зберігаються дані розробок Імперії.
Поки добровольці знешкоджують штурмовиків у лісі, Джин з Касіаном і K-2S0 пробираються до вежі. На Скариф прибуває Креннік з метою з'ясувати секрет Ґейлена. Про диверсію повстанців доповідають Таркіну і самому Дарту Вейдеру, але повідомлення перехоплюють повстанці, що надихає Альянс вислати підмогу на Скариф. У переломний момент на орбіту Скарифа прибуває флот Альянсу. Однак, шлюз блокують і лише одна ескадрилья винищувачів встигає допомогти в битві біля вежі.
Джин і Касіану вдається відшукати креслення і вони вирішують передати їх по радіо флоту. K-2S0 затримує штурмовиків біля сховища креслень, але сам гине. Креннік стріляє в Касіана, тож Джин самотужки пробирається до антени і запускає передачу креслень «Зірки смерті». Креннік наздоганяє її, але неочікувано його застрелює вцілілий Касіан. Флоту Альянсу вдається зіштовхнути два імперських кораблі «Руйнівник», які пробивають щит планети.
Повстанці приймають креслення, в цей момент на орбіті Скарифа з'являється «Зірка смерті», щоб знищити сховище даних. За наказом Таркіна станція вистрілює, вбиваючи Джин, Касіана, Кренніка та всіх інших на планеті. Дарт Вейдер спостерігає як флот Альянсу відлітає, але флагман пошкоджений і лишається на місці. Вейдер висаджується на борт командного корабля повстанців, думаючи дізнатися яку таємницю Ґейлена Ерсо дізналися повстанці. Він вбиває чимало екіпажу з метою забрати креслення, однак їм вдається втекти на меншому кораблі разом з носієм інформації. Залітаючи у гіперпростір, лідерка повстанців Лея Органа заявляє, те що креслення надасть нову надію Повстанню.

## У ролях
| Актор                | Роль                                   |
| -------------------- | -------------------------------------- |
| Бо Гадсдон           | Джин Ерсо у дитинстві                  |
| Фелісіті Джонс       | Джин Ерсо                              |
| Дієго Луна           | капітан Касіан Андор                   |
| Бен Мендельсон       | директор Орсон Креннік                 |
| Донні Єн             | Чіррут Імве                            |
| Мадс Міккельсен      | Ґейлен Ерсо (батько Джин)              |
| Алан Тудик           | дроїд K-2S0                            |
| Цзян Вень            | найманець Бейз Мальбус                 |
| Форест Вітакер       | Со Ґеррера                             |
| Різ Ахмед            | Бодгі Рук                              |
| Шерон Данкен-Брюстер | сенатор Памло                          |
| Джонатан Еріс        | сенатор Джебель                        |
| Джеймс Ерл Джонс     | Дарт Вейдер (голос)                    |
| Женев'єв О'Райлі     | Мон Мотма                              |
| Джиммі Смітс         | Бейл Органа                            |
| Валін Кейн           | Ліра Ерсо (мати Джин, дружина Ґейлена) |

Персонажів Гранд-моффа Вілгуффа Таркіна і Лею Органа фізично зіграли Гай Генрі і Інгвілд Дейла відповідно, а за допомогою комп'ютерної графіки їм відтворили обличчя Пітера Кушинга і Керрі Фішер, які грали цих персонажів раніше. Таркін говорив голосом Генрі, натомість для Леї використовувалися архівні аудіозаписи з Фішер. Для епізодичних персонажів командира Золотої ескадрильї Датча Вендера і командира Червоної ескадрильї Гарвена Дрейса, яких зіграли Ангус Мак-Іннес і Дрюї Генлі відповідно, було використано кадри, які не увійшли до «Нової надії». Мак-Іннес записав новий діалог для Вендера, а для Дрейса був використаний діалог, який був зібраний з архівних матеріалів, бо Генлі помер. Джеймс Ерл Джонс знову озвучив Дарта Вейдера, у той час як фізично персонажа зіграли Спенсер Вайлдінг і Деніел Непрос. Режисер фільму Гарет Едвардс з'явився в епізодичній ролі як солдат-повстанець. Раян Джонсон і Рем Бергмен, режисер і продюсер фільму «Зоряні війни: Останні джедаї» відповідно, зіграли в камео двох техніків «Зірки смерті».

Акторський склад фільму «Бунтар Один»
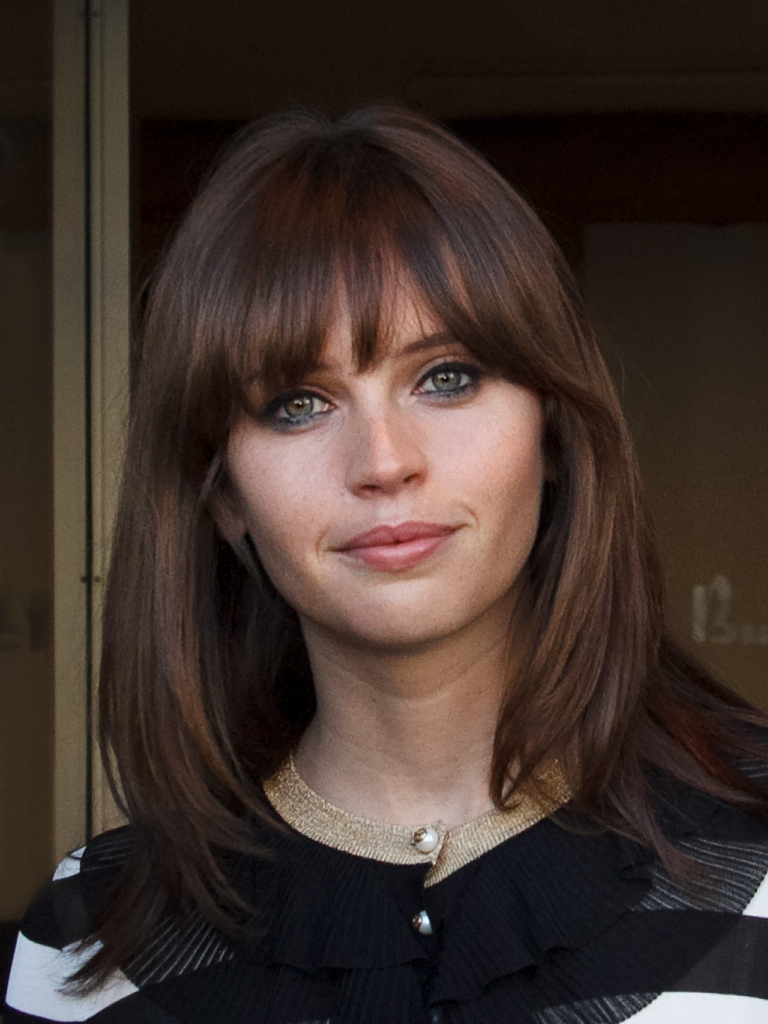
Фелісіті Джонс
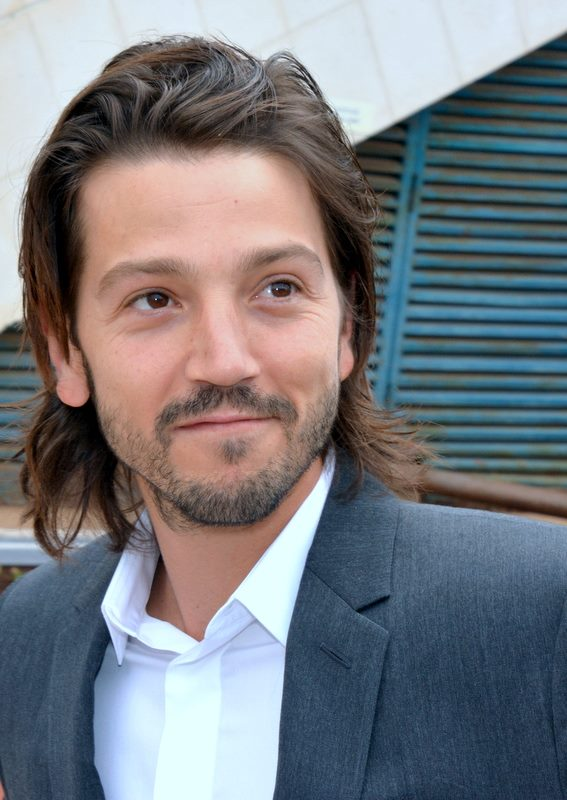
Дієго Луна
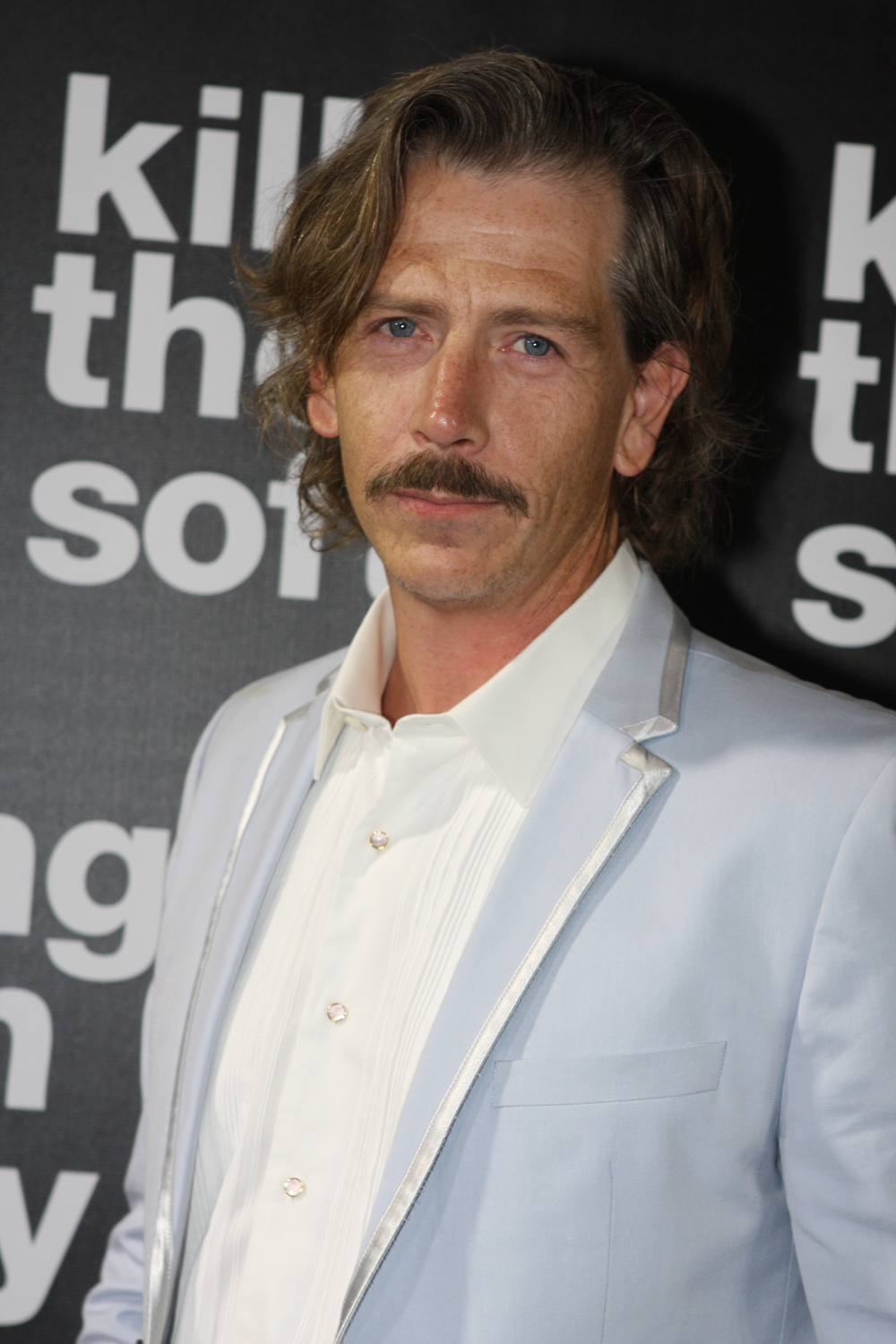
Бен Мендельсон
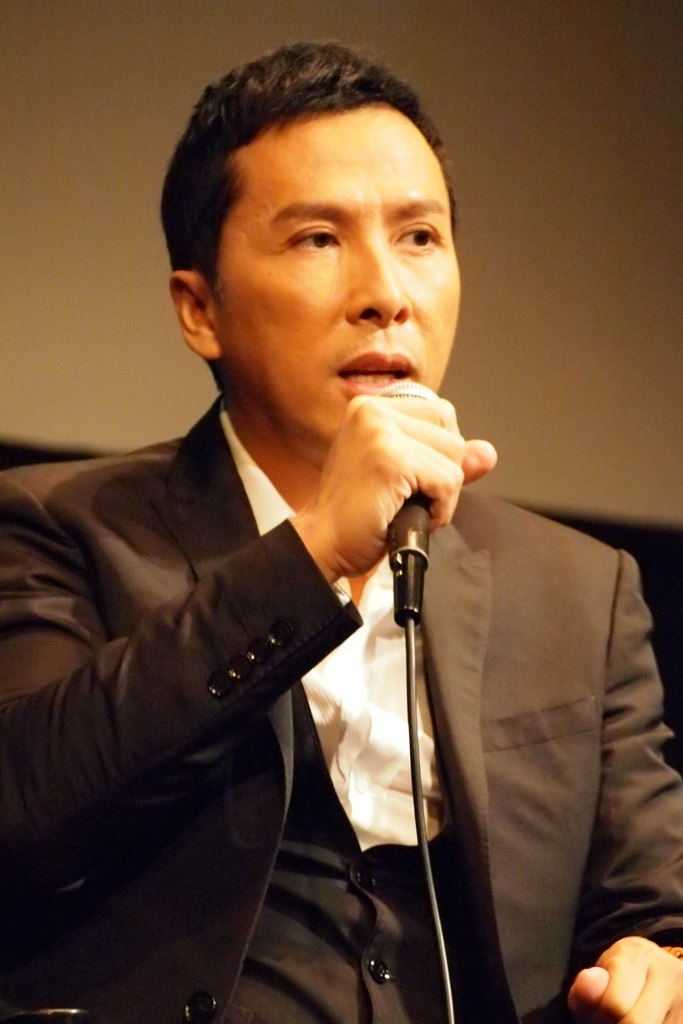
Донні Єн
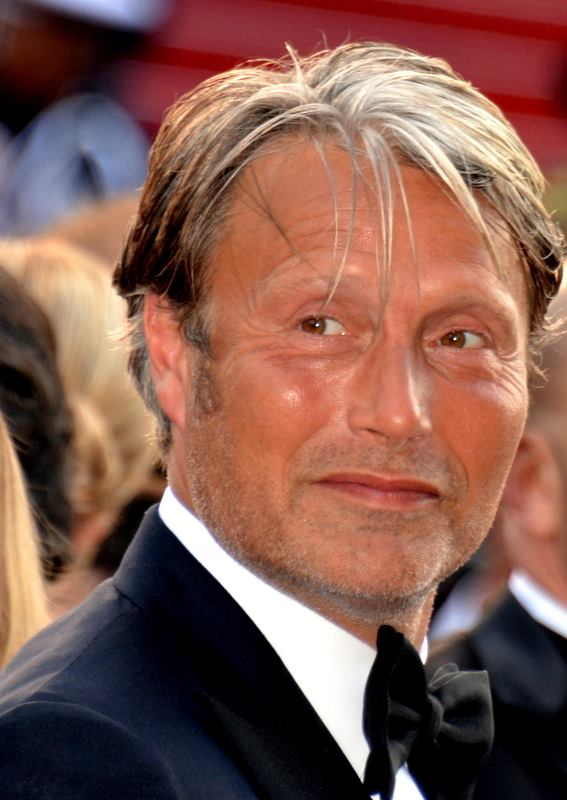
Мадс Міккельсен
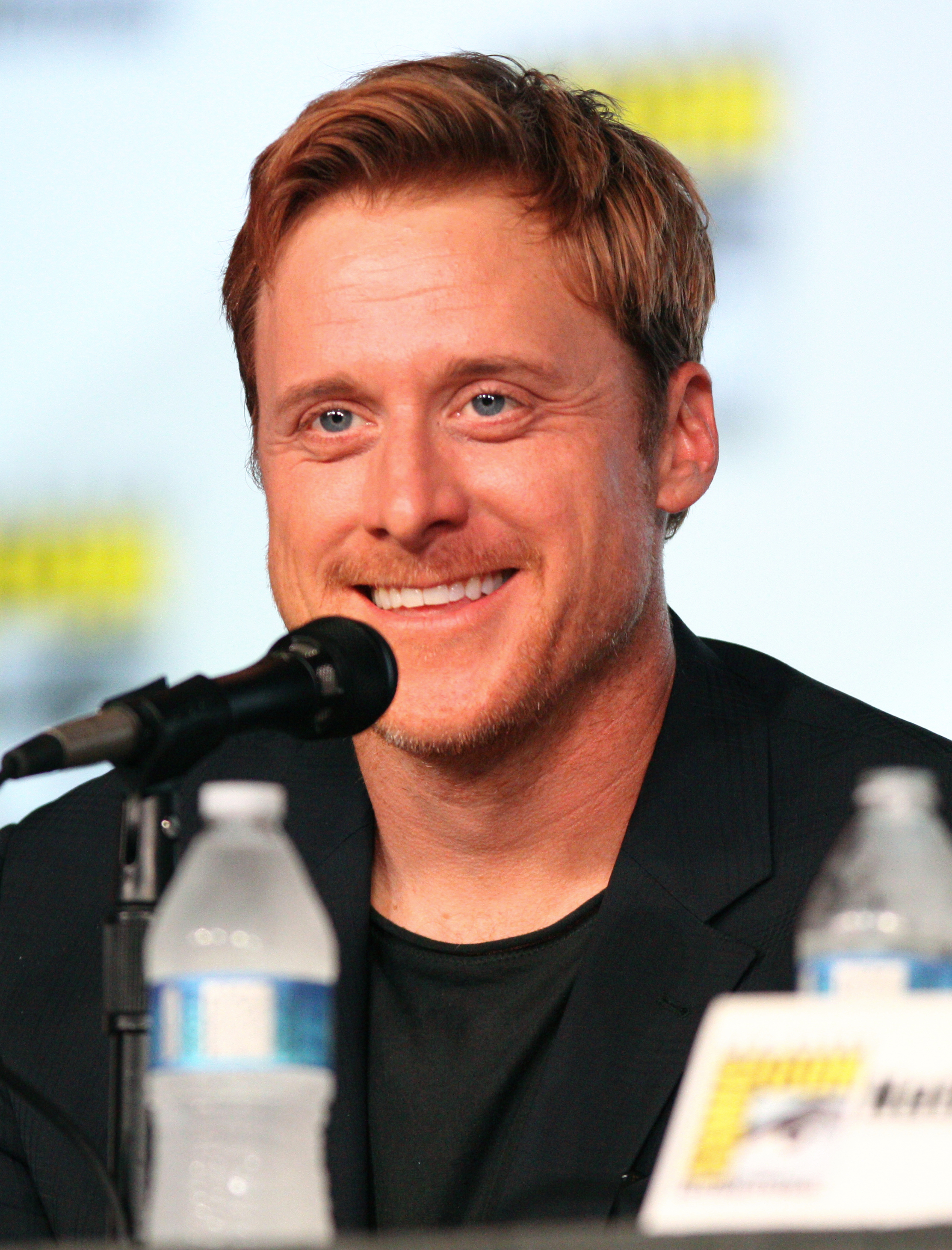
Алан Тудик
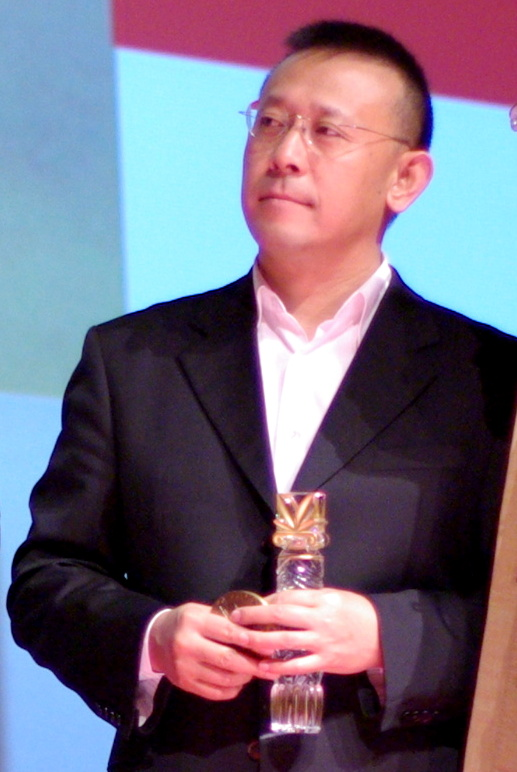
Цзян Вень
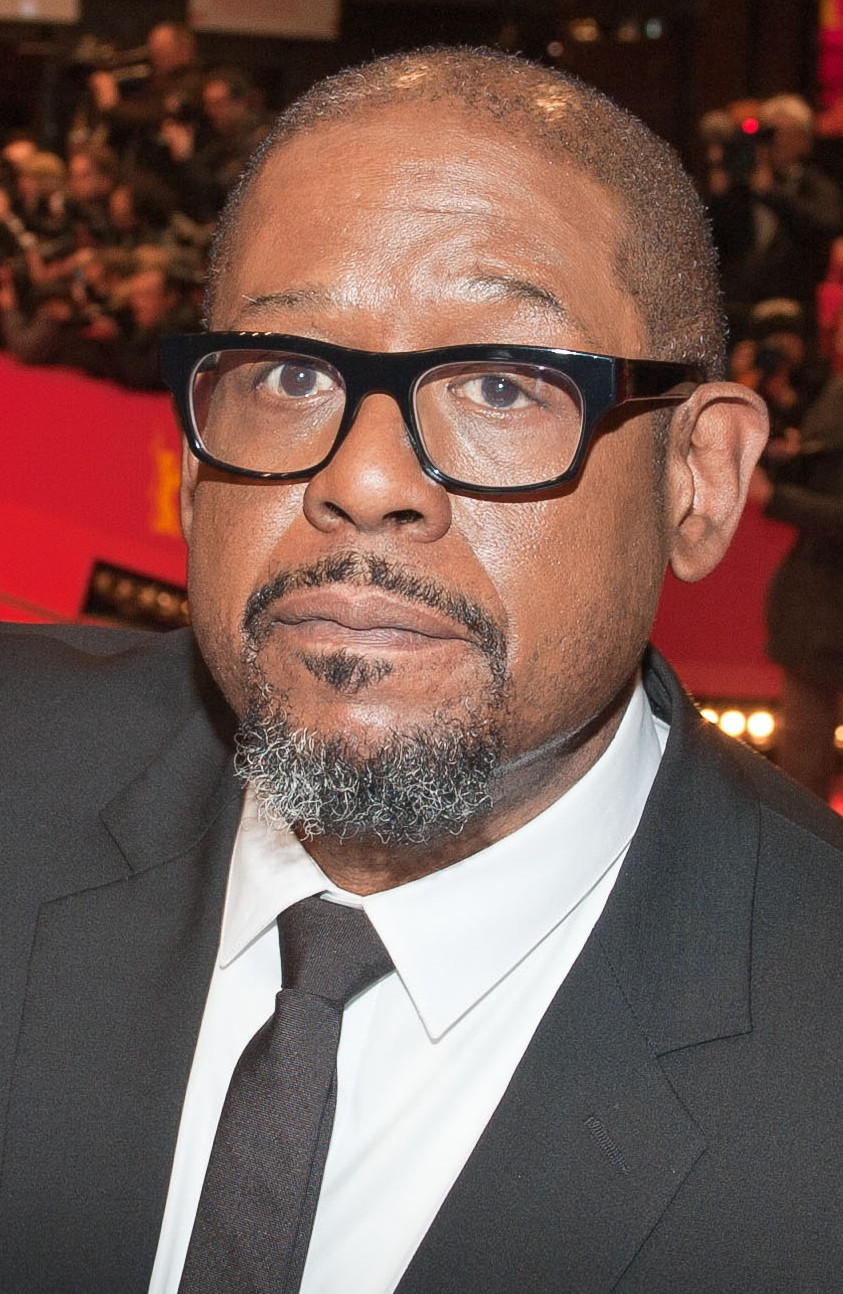
Форест Вітакер
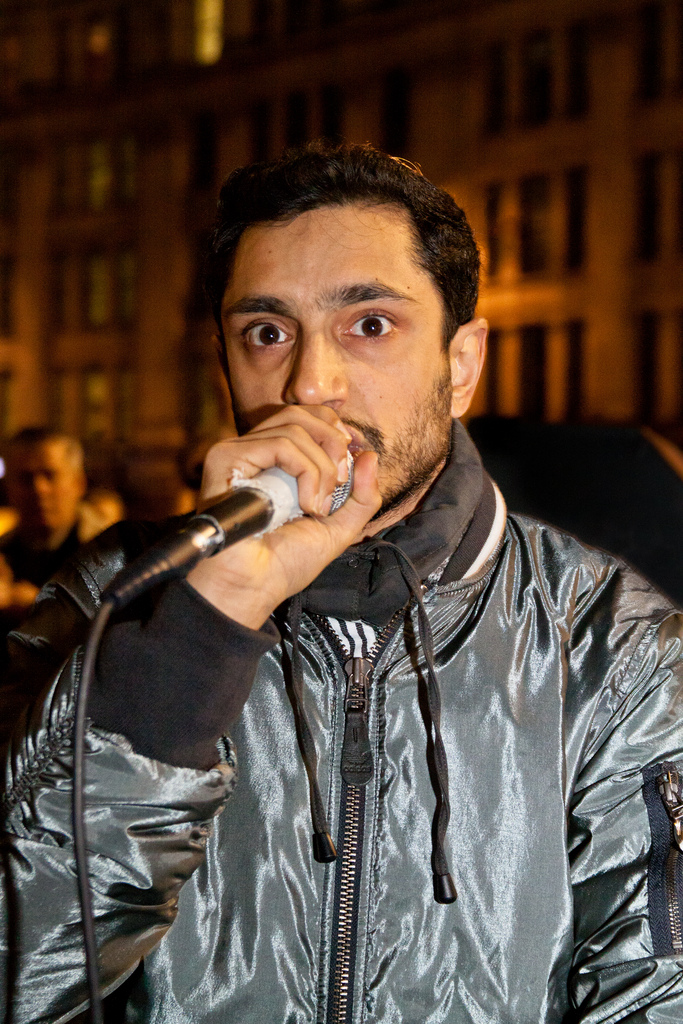
Різ Ахмед

### Український дубляж
Студія: LeDoyen Studio
Тип: Дублювання
Дубльовано на замовлення «Disney Character Voices International»
- Перекладач: Федір Сидорук
- Режисерка дублювання: Анна Пащенко
- Творчий керівник: Maciej Eyman
- Мікс-студія: Shepperton International

Ролі дублювали:
- Кассіан Андор — Володимир Канівець
- Джин Ерсо — Наталя Денисенко
- Бодхі Рук — Андрій Корженівський
- KейZEcO — Олесь Гімбаржевський
- Орсон Креннік — Володимир Терещук
- Чіррут Імве — Олексій Семенов
- Со Ґеррера — Микола Карцев
- Бейз Мальбус — Дмитро Суржиков
- Ґейлен Ерсо — Дмитро Тубольцев
- Губернатор Таркін — Олег Лепенець
- Генерал Дрейвен — Володимир Кокотунов
- Мон Мотма — Тамара Морозова
- Адмірал Раддус — Євген Шах
- Дарт Вейдер — Кирило Нікітенко
- Бейл Орґана — Микола Боклан

А також: Інна Бєлікова, Олександр Папуша, Дмитро Вікулов, Вадим Пономаренко, Петро Панчук, Євген Пашин, Людмила Ардельян, Дмитро Чернов, Олександр Завальський, Юрій Кудрявець, Дмитро Сова, Роман Солошенко, В'ячеслав Дудко, Дмитро Бузинський, Євген Авдєєнко, Михайло Карпань, Катерина Башкіна-Зленко, Юлія Панічкіна, Аліна Проценко, В'ячеслав Ніколенко, Марія Ніколенко, Юрій Кухаренко, Андрій Соболєв, Павло Голов, Тетяна Ожелевська, Сергій Солопай, Володимир Ситник, Павло Скороходько

## Виробництво

### Розробка
У липні 2016 року продюсер Кетлін Кеннеді на питання, чи будуть класичні титри на початку фільму «Бунтар Один», заявила, що це під питанням і навряд чи вони будуть взагалі у фільмах «Антології». Режисер Гарет Едвардс додав, що вони захотіли змінити структуру фільму, щоб підкреслити його незалежність від основної серії. Того ж місяця на конвенті «Star Wars Celebration-2016» Едвардс пояснив назву стрічки: «З одного боку, „Бунтар Один“ — позивний сигнал, який відсилає до „Rogue Squadron“ (укр. «Бунтар-Ескадрильї») з фільму „Нова надія“. З іншого боку, це бунтарство, незалежність від основної серії. А також опис характеру головної героїні — Джин Ерсо». У листопаді 2016 року Кеннеді підтвердила свої слова, що «Бунтар Один» не матиме класичних титрів з жовтим текстом на тлі космосу, проте на початку стрічки з'являється титр: «Давним-давно, у далекій-далекій галактиці…».
Едвардс заявив, що стиль фільму більш схожий на військовий. Кеннеді також додала, що «Бунтар Один» нагадуватиме Другу світову війну. Після виходу фільму Едвардс заявив, що початкова версія сценарію не закінчувалася смертю героїв, бо, на його думку, компанія «Disney» не схвалила б такий хід подій, але керівництво студії, ознайомившись зі сценарієм, прийшло до висновку, що в смерті головних героїв є сенс. «Я весь час чекав, коли вони передумають і дадуть вказівку, мовляв, давайте знімемо сцену, де Джин і Касіан де-небудь на іншій планеті, все у них добре і хепі-енд. Але нічого подібного!», — зауважив режисер фільму.

### Знімання

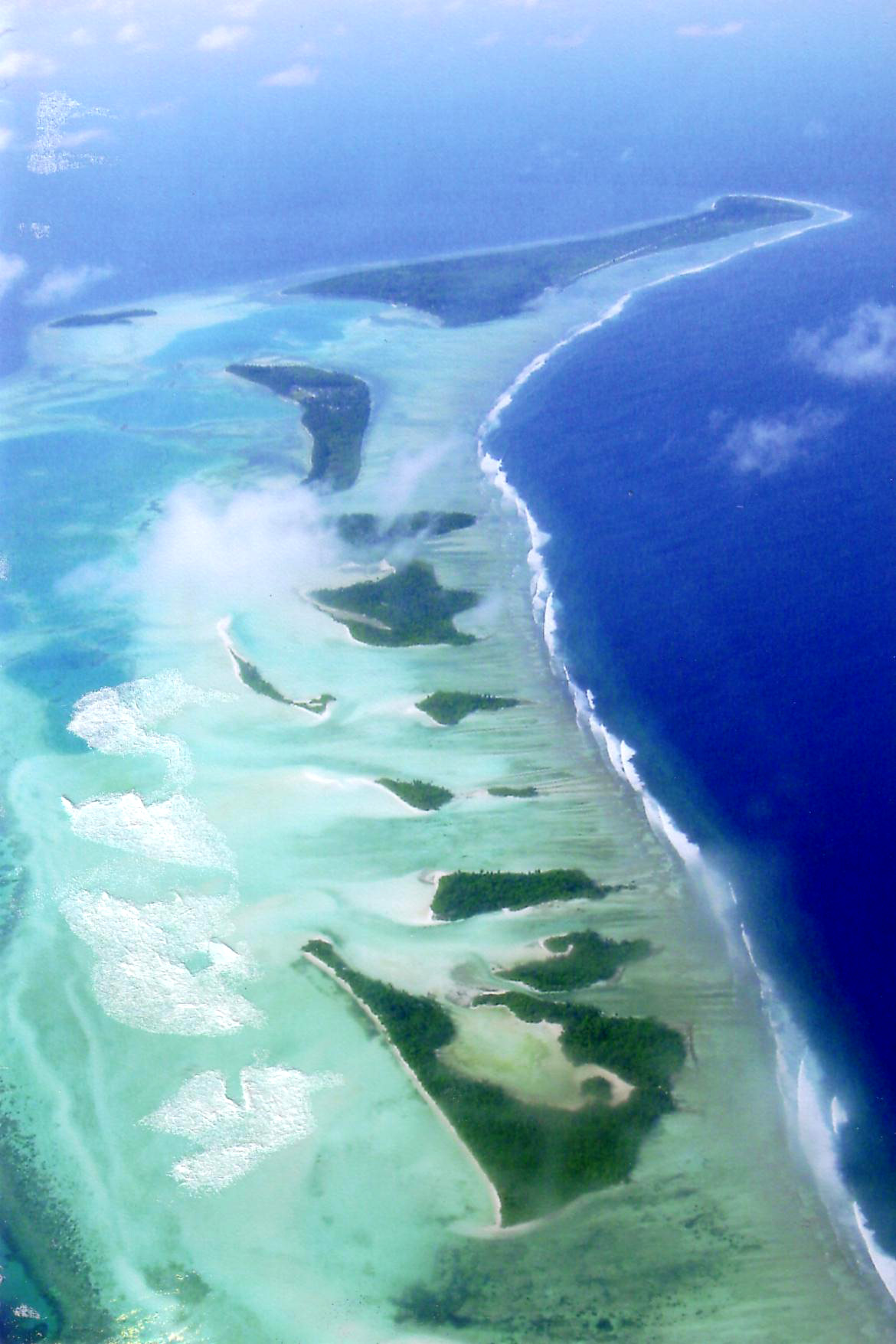
Атол Лааму на Мальдівах використовувався як місце для знімання планети Скариф

Знімання фільму почали на студії Elstree в Гартфордширі 8 серпня 2015 року. Чимала частина знімання була закінчена на чи поблизу студії Pinewood в Бакінгемширі, Англія, де були побудовані величезні декорації для додаткових сцен, які були зняті в інших частинах світу. Деякі сцени знімали на атолі Лааму на Мальдівах, а також в Ісландії та Йорданії. Також стрічка знімалась всередині станції лондонського метрополітену Кенері-Ворф.
Фільм був знятий з використанням лінз Ultra Panavision 70 і цифрової камери Arri Alexa 65, яка знімає у форматі 6,5K.

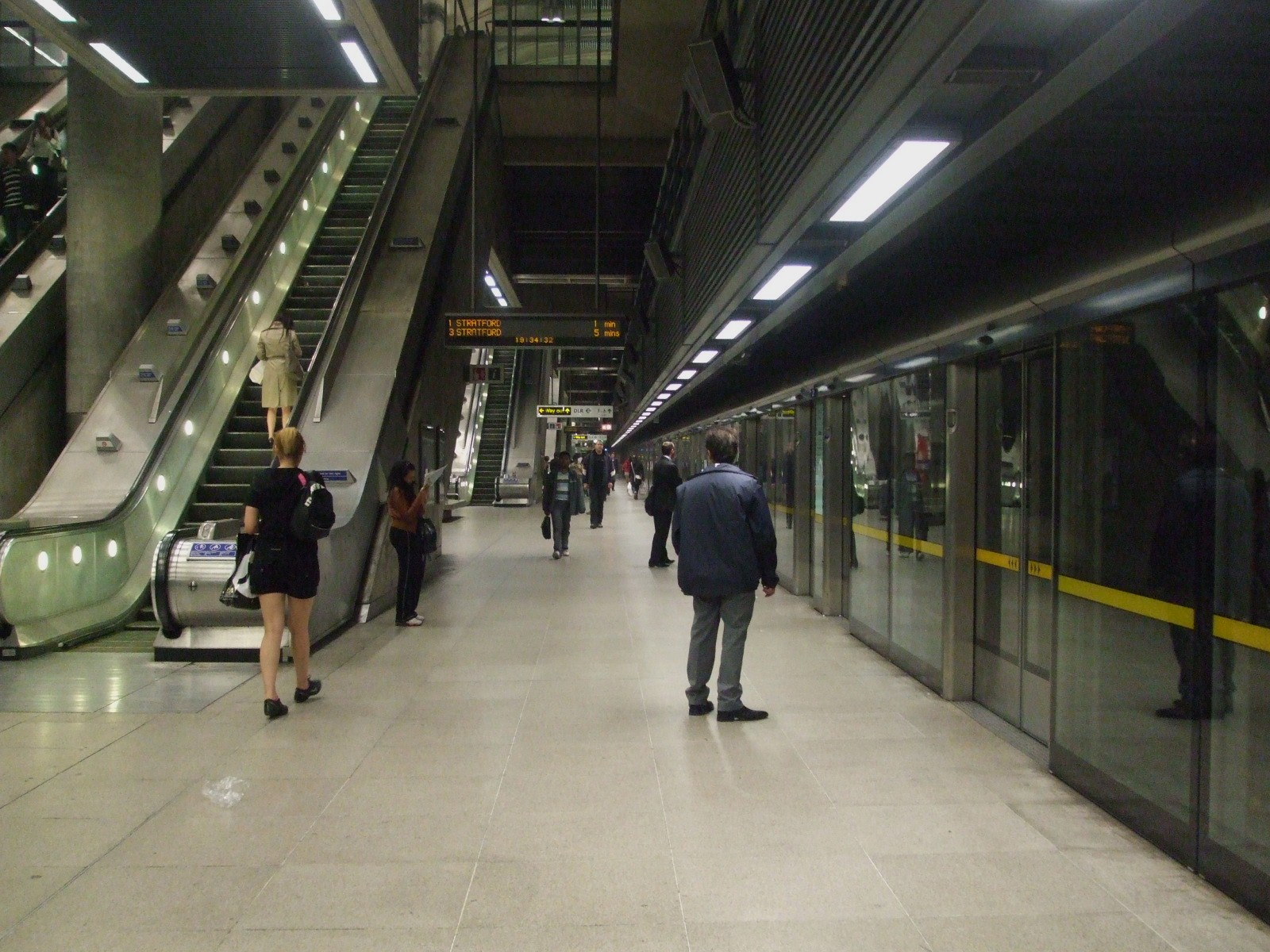
Станція метро Кенері-Ворф використовувалася як локації для знімання інтер'єру Імперського комплексу на планеті Скариф

### Пост-продакшн
11 лютого 2016 року виконавчі продюсери студії «Disney» заявили, що знімання фільму «практично завершено». У середині червня 2016 року почались заздалегідь заплановані кілька тижнів перезйомок. У серпні 2016 року «The Hollywood Reporter» підтвердив інформацію про те, що режисер Тоні Гілрой був призначений допомогти з діалогами і деякими сценами на дозніманні проєкту, а також при фінальному монтажі. Спочатку ставка для Гілроя мала бути 200 тисяч доларів у тиждень, однак згодом сума істотно зросла — до 5 мільйонів доларів — через те, що Гілрой працював над проєктом кілька місяців замість кількох тижнів. Вважається, що перезнімання знадобились, щоб виправити ряд помилок, серед яких і фінал стрічки. Згодом режисер Гарет Едвардс зізнався, що третій акт фільму дійсно був перероблений. Видалені сцені були використані маркетологами для рекламних матеріалів. Після виходу фільму актор Бен Мендельсон заявив, що існує інша версія фільму: «У нас було безліч підходів до кожного розвитку подій. Тому, якщо вони коли-небудь наважаться, то всі ці інші версії так чи інакше зможуть побачити світло. Наприклад, я пам'ятаю як мінімум чотири сцени, які ми прочитували інакше, і десь 20-30 сцен, які опинилися в підсумку зовсім іншими».
Компанія «Industrial Light & Magic» зробила для фільму візуальні ефекти. Персонажу Гранд-моффу Вілгуффу Таркіну за допомогою комп'ютерної графіки відтворили обличчя померлого актора Пітера Кушинга, який зіграв героя у фільмі «Зоряні війни. Епізод IV. Нова надія» (1977). Позаяк у Кушинга не залишилося ні дружини, ні дітей, студія «Lucasfilm» отримала дозвіл на використання образу від колишнього секретаря актора Джойс Бротон, яка відповідає за його спадщину. Сама ідея відтворення актора належить супервайзеру візуальних ефектів Джону Ноллу, який запропонував режисерові Гарету Едвардсу не брати схожого актора на роль губернатора Таркіна, а зробити цифрового дублера. Пост-продакшн закінчився 28 листопада 2016 року.

### Музика
| #     | Назва | Тривалість |
| ----- | --- | ---------- |
| 1.    | «He's Here For Us (A Krennic Condition)»                                                                              | 3:20       |
| 2.    | «A Long Ride Ahead (Jyn and Scare it)»                                                                                | 3:56       |
| 3.    | «Wobani Imperial Labor Camp (Jyncarcerated)»                                                                          | 0:54       |
| 4.    | «Trust Goes Both Ways (Going to See Saw)» (включаючи «The Force Theme» Джона Вільямса)                                | 2:45       |
| 5.    | «When Has Become Now (That New Death Star Smell)» (включаючи «Мотив Зірки смерті» Джона Вільямса)                     | 1:59       |
| 6.    | «Jedha Arrival (Jedha Call Saw)»                                                                                      | 2:48       |
| 7.    | «Jedha City Ambush (When Ambush Comes to Shove)»                                                                      | 2:19       |
| 8.    | «Star-Dust (Erso Facto)»                                                                                              | 3:47       |
| 9.    | «Confrontation on Eadu (Go Do, That Eadu, That You Do, So Well)» (включаючи «Мотив Зірки смерті» Джона Вільямса)      | 8:05       |
| 10.   | «Krennic's Aspirations (Have a Choke and Smile)» (включаючи «Імперський мотив» та «Імперський марш» Джона Вільямса)   | 4:16       |
| 11.   | «Rebellions Are Built on Hope (Erso in Vain)»                                                                         | 2:56       |
| 12.   | «Rogue One (Takes One to Rogue One)» (включаючи «The Force Theme» Джона Вільямса)                                     | 2:04       |
| 13.   | «Cargo Shuttle SW-0608 (World's Worst Vacation Destination)»                                                          | 3:59       |
| 14.   | «Scrambling the Rebel Fleet (Scarif Tactics)» (включаючи «The Force Theme» та «Star Wars Main Theme» Джона Вільямса)  | 1:33       |
| 15.   | «AT-ACT Assault (Bazed and Confused)» (включаючи «Rebel Fanfare» та «Imperial Walkers» Джона Вільямса)                | 2:55       |
| 16.   | «The Master Switch (Switch Hunt)»                                                                                     | 4:02       |
| 17.   | «Your Father Would Be Proud (Transmission Impossible)»                                                                | 4:51       |
| 18.   | «Hope (Live and Let Jedi)» (включаючи «Імперський марш», «Rebel Blockade Runner» та «The Force Theme» Джона Вільямса) | 1:37       |
| 19.   | «Jyn Erso and Hope Suite»                                                                                             | 5:51       |
| 20.   | «The Imperial Suite»                                                                                                  | 2:29       |
| 21.   | «Guardians of the Whills Suite»                                                                                       | 2:52       |
| 69:18 | |            |

## Випуск
Прем'єра фільму відбулась 10 грудня 2016 року в театрі Pantages у Лос-Анджелесі. Для показу стрічки весь Голлівудська бульвар був перекритий для дорожнього руху на декілька днів, а на самій вулиці з'явився повнорозмірний винищувач X-wing. Прем'єра фільму в Європі відбулась 14 грудня 2016 року, в Україні — 15 грудня, у США — 16 грудня.

### Маркетинг
16 липня 2016 року на виставці «Star Wars Celebration Europe III» було анонсоване четверте й останнє DLC для відеогри Star Wars Battlefront (2015) під назвою «Rogue One: Scarif» (укр. «Бунтар Один: Скариф»), яке ґрунтується на фільмі «Бунтар Один. Зоряні Війни. Історія». DLC дозволяє зіграти на нових чотирьох локаціях планети Скариф за двох героїв фільму — повстанки Джин Ерсо та імперського командира Орсона Кренніка. Випуск «Rogue One: Scarif» відбувся в грудні 2016 року після прем'єри стрічки. Також разом з DLC вийшла безкоштовна ексклюзивна місія «Battlefront Rogue One: X-wing VR Mission» для шолому віртуальної реальності PlayStation VR на платформі PlayStation 4.
30 вересня 2016 року компанія «LEGO» почала випуск присвячених фільму конструкторів і складаних фігурок. Також компанія «Hot Toys» випустила лінію екшн-фігурок з головними героями фільму та їх противниками — Дартом Вейдером і різними штурмовиками. Усі фігурки мають формат 1/6 (близько 30 см), одяг, інтерактивні елементи, аксесуари, підставки та інше.
15 грудня 2016 року вийшов приквел-роман до фільму під назвою «Catalyst: A Rogue One Novel» за авторством Джеймса Лусено, який оповідає про події, що передували «Бунтарю Один». Новелізація, художня адаптація сценарію фільму, за авторством Александра Фріда вийшла 16 грудня 2016 року.

### Домашні медіа
«Бунтар Один» вийшов у світі на Digital HD 24 березня 2017 року, на Blu-ray і DVD 4 квітня 2017 року.

## Сприйняття

### Касові збори
Касові збори «Бунтаря Один» у Сполучених Штатах і Канаді склали 532 177 324 долари, на інших територіях — 523 879 949 доларів, загалом у світі — 1 056 057 273 доларів. Виробничий бюджет фільму склав 200 мільйонів доларів.
Касові збори стрічки в Україні склали 34 218 044 гривні.
21 січня 2017 року «Бунтар Один» став четвертим фільмом 2016 року, що заробив один мільярд доларів, приєднавшись до таких «мільярдників», як «Зоотрополіс», «Перший месник: Протистояння» та «У пошуках Дорі». Він також є другим найкасовішим фільмом 2016 року (після картини «Перший месник: Протистояння»), другим найкасовішим фільмом із серії «Зоряних війн» (після картини «Пробудження Сили»), 22-гим найкасовішим фільмом в історії. Він є третім фільмом із серії «Зоряних війн» (слідом за картинами «Прихована загроза» і «Пробудження Сили»), який заробив один мільярд доларів. «Бунтар Один» є найкасовішим фільмом внутрішнього ринку (Сполучених Штатів і Канади) у 2016 році.
Дистриб'юторська компанія Disney за 2016 рік заробила рекордні 7 мільярдів доларів у світовому прокаті завдяки таким фільмам, як «Бунтар Один», «Ваяна», «Доктор Стрендж», «Зоотрополіс», «Книга джунглів», «Перший месник: Протистояння» та «У пошуках Дорі». Також «Бунтар» став 13-тою стрічкою Disney, яка подолала рубіж в один мільярд доларів.

### Критика
Фільм отримав схвальні відгуки від критиків. На вебсайті Rotten Tomatoes стрічка має рейтинг 85 % за підсумком 344 рецензій критиків, а її середній бал становить 7,5/10. На Metacritic фільм отримав 65 балів зі 100 на основі 51 рецензії, що вважається здебільшого схвальним.
Кінокритик Пітер Треверс з «Rolling Stone» оцінив фільм на 3,5 зірки з чотирьох можливих. Він написав, що «Бунтар Один» має такий самий старомодний, емоційний, пришелепкуватий дух, як оригінальна трилогія. Також Треверс порівнює батальні сцени в роботі Едвардса з фільмом «Апокаліпсис сьогодні» режисера Френсіса Форда Копполи. Остання третина фільму, на його думку, справжній кінобенкет «з вишенькою зверху». Тодд Мак-Карті з «The Hollywood Reporter» зауважив, що «Бунтар Один» містить більше бойових сцен, ніж будь-який з його семи попередників. Він відзначив акторський склад фільму, зокрема озвучування дроїда K-2S0 Аланом Тудиком, однак заявив, що стрічці бракує сильного чоловічого персонажа на кшталт Хана Соло або Фінна. Кінокритик «The Guardian» Пітер Бредшоу оцінив фільм на 4 зірки з п'яти можливих. Він звернув увагу на руйнівний характер «Зірки смерті», яка в тестовому режимі справляє враження атомної бомби. «Бунтар Один», на думку Бредшоу, показує, як важливі жертви, щоб зупинити зброю такої сили. Джеймс Даєр з журналу «Empire» також оцінив стрічку на 4 зірки з п'яти можливих. Він написав: «Як і „Пробудження Сили“, фільм стає кращим, чим далі він віддаляється від досягнень попередників. Але на відміну від „Пробудження“ він не повторює кліше минулих фільмів „Зоряних війн“, а йде далі».
Рецензист Ігнатій Вишневецький з вебсайту «The A.V. Club» написав, що «Бунтар Один» має незаперечні недоліки: банальний герой, універсальний злодій, брак цікавих персонажів, але в будь-якому випадку, на його думку, фільм кращий, ніж «Зоряні війни: Пробудження Сили»: він компактніший, темніший, з відмінним візуальним стилем і остаточним закінченням. Девід Ерліх («IndieWire») зауважив, що «Бунтар» міг стати по-справжньому бунтівним, особливим фільмом, але став «вимушеним сиквелом». «Трансформація Джин Ерсо з апатичної спостерігачки в загартовану повстанку є серцем й душею фільму, але сценарій не задає траєкторію цьому персонажу для повного розкриття», — відзначив Ерліх. Пітер Дебрюге з «Variety» заявив, що картина виявиться нудною і складною для юної аудиторії, але для фанатів оригінальної трилогії це приквел, який вони завжди хотіли.
Кінокритик «The New York Times» Ентоні Олівер Скотт сприйняв фільм прохолодно, але відзначив акторський склад, зокрема виконавицю головної ролі Фелісіті Джонс. «Від першої трилогії „Зоряних війн“ віяло свіжою бунтарською енергією. Нинішні фільми відчуваються як каторга, вправа з підручника для предмета, який не має корисного застосування і ніколи не закінчиться», — написав він. Скотт вважає, що всі складові фільму — як конструктор «Lego» у коробці. «Проблема в тому, що автори не переймалися тим, щоб зробити з нього щось цікаве. 9-річні можуть вигадати кращі пригоди і, можливо, діалоги також». Річард Броуді з «The New Yorker» також не задоволений фільмом, пояснюючи це поганим сценарієм і персонажами, але відзначаючи операторську роботу Грега Фрейзера. «„Бунтар Один“ не є фільмом у широкому сенсі слова. Скоріше це повнометражний рекламний фільм, зроблений для самого себе. Це кіно, яке все ще очікує, щоб його зняли», — підсумував він. Енн Горнедей («The Washington Post») вважає, що вражаючі візуальні ефекти і музика Майкла Джаккіно не компенсують відсутність теплоти й гумору «характерних для попередніх фільмів». «Хоча, „Бунтар Один“ не такий жахливий, як приквел-трилогія Джорджа Лукаса», — додала вона.

### Скандали
За тиждень до прем'єри фільму в США, альтернативні праві (alt-right) закликали бойкотувати «Бунтар Один», відправляючи повідомлення з хештегом «#DumpStarWars». Вони також закликали не ходити на фільм у кіно і всіляко ігнорувати прем'єру. Їхнє невдоволення викликало те, що Кріс Вайц, один із сценаристів фільму, на початку листопада писав повідомлення в Twitter проти американського президента Дональда Трампа, порівнюючи його з владою Галактичної Імперії. Вайц просив людей звернути увагу на те, що «Імперія — ультраправа організація, створена людьми, якій протистоїть бравий загін на чолі з жінкою». Пізніше, Кріс Вайц видалив ці повідомлення і вибачився. 10 грудня 2016 року голова компанії «Disney» Боб Ігер відреагував на скандал: «Цей фільм створений для розваги. У жодному разі він не про політику. Він не містить ніяких політичних заяв».

### Нагороди й номінації
| Список нагород і номінацій       | Список нагород і номінацій | Список нагород і номінацій                                          | Список нагород і номінацій                                                                | Список нагород і номінацій | Список нагород і номінацій |
| Кінопремія                       | Дата церемонії             | Категорія                                                           | Номінант(и)                                                                               | Результат                  | Дж                         |
| -------------------------------- | -------------------------- | ------------------------------------------------------------------- | ----------------------------------------------------------------------------------------- | -------------------------- | -------------------------- |
| Cinema Audio Society Awards      | 18 лютого 2017             | Найкращий звук                                                      | Стюарт Вілсон, Френк Рінелла, Девід Паркер, Джоел Іватакі, Нік Крей, Крістофер Скарабосіо | Номінація                  | [ 65 ]                     |
| Teen Choice Awards               | 31 липня 2016              | Найочікуваніший фільм                                               | «Бунтар Один. Зоряні Війни. Історія»                                                      | Номінація                  | [ 66 ] [ 67 ]              |
| Visual Effects Society Awards    | 7 лютого 2017              | Найкращі візуальні ефекти у фотореалістичному фільмі                | Гел Гікел, Ніл Корбоулд, Ерін Дюссо, Джон Нолл, Найджел Самнер                            | Номінація                  | [ 68 ] [ 69 ]              |
| Visual Effects Society Awards    | 7 лютого 2017              | Найкращі анімаційні ефекти у фотореалістичному фільмі               | Свен Янсен, Пак Чі-йон, Стів Волтон, Сайрус Джем (губернатор Таркін)                      | Номінація                  | [ 68 ] [ 69 ]              |
| Visual Effects Society Awards    | 7 лютого 2017              | Найкраще створене середовище у фотореалістичному фільмі             | Енріко Дамм, Кевін Джордж, Олів'є Верне-Кім, Янік Дюссо (планета Скариф)                  | Номінація                  | [ 68 ] [ 69 ]              |
| Visual Effects Society Awards    | 7 лютого 2017              | Найкраща віртуальна операторська робота у фотореалістичному проєкті | Джон Левін, Ійсінг Лі, Стів Елліс, Баррі Гауелл (космічний бій)                           | Номінація                  | [ 68 ] [ 69 ]              |
| Visual Effects Society Awards    | 7 лютого 2017              | Найкраща модель у фотореалістичному чи анімаційному проєкті         | Пол Джакоппо, Гарет Янсен, Тодд Вазірі, Джеймс Тулі (принцеса Лея)                        | Номінація                  | [ 68 ] [ 69 ]              |
| Visual Effects Society Awards    | 7 лютого 2017              | Найкраща модель у фотореалістичному чи анімаційному проєкті         | Джей Мачадо, Маркло Чулев, Акіра Орікаса, Стівен Ніппінг (зоряний винищувач)              | Номінація                  | [ 68 ] [ 69 ]              |
| Visual Effects Society Awards    | 7 лютого 2017              | Найкращі ефекти відтворення у фотореалістичному фільмі              | Мігель Перез Сенент, Метт Пучала, Кіаран Молоні, Лука Мігнарді (знищення планети Джедда)  | Номінація                  | [ 68 ] [ 69 ]              |
| Гільдія художників-постановників | 11 лютого 2017             | Найкращий художник-постановник фентезійного фільму                  | Даг Чіанг, Ніл Ламонт                                                                     | Номінація                  | [ 70 ] [ 71 ]              |
| Лондонське коло кінокритиків     | 22 січня 2017              | Найкраще технічне досягнення (візуальні ефекти)                     | Ніл Скенлен                                                                               | Номінація                  | [ 72 ] [ 73 ]              |
| Премія БАФТА                     | 12 лютого 2017             | Найкращий грим і зачіски                                            | «Бунтар Один. Зоряні Війни. Історія»                                                      | Номінація                  | [ 74 ]                     |
| Премія БАФТА                     | 12 лютого 2017             | Найкращі візуальні ефекти                                           | Гел Гікел, Ніл Корбоулд, Моген Лео, Джон Нолл, Найджел Самнер                             | Номінація                  | [ 74 ]                     |
| Премія «Оскар»                   | 26 лютого 2017             | Найкращий звук                                                      | Девід Паркер, Крістофер Скарабосіо, Стюарт Вілсон                                         | Номінація                  | [ 75 ]                     |
| Премія «Оскар»                   | 26 лютого 2017             | Найкращі візуальні еффекти                                          | Гел Гікел, Ніл Корбоулд, Моген Лео, Джон Нолл                                             | Номінація                  | [ 75 ]                     |
| Флорідське коло кінокритиків     | 23 грудня 2016             | Найкращі візуальні ефекти                                           | «Бунтар Один. Зоряні Війни. Історія»                                                      | Номінація                  | [ 76 ] [ 77 ]              |

## Ідейні попередники
Питанню хто викрав креслення «Зірки смерті» було присвячено низку раніших творів за всесвітом «Зоряних війн». Першу версію історії придумав у 1981 році письменник Браян Дейлі. Коли в Lucasfilm запланували створити радіоспектакль за фільмом «Нова надія», Дейлі написав передісторію, де прицеса Лея отримала креслення від загону повстанців планети Топрава. Письменниця Енн Кріспін в книзі «Зоря Повстання» (1998) чільну роль у цьому присвятила партизанці Брії Тарен.
Проте в 1993 році також вийшла книга-гра під назвою «Зоря джедаїв», в якій пропонувалося відчути себе юнаком Геветом Стормом, який і викрадає креслення на Топраві. У відеогрі «X-Wing» того ж року головним викрадачем став повстанець-пілот Кея Фарландер. Через два роки LucasArts випустила шутер Dark Forces, у якому секретні дані добув найманець Кайл Катарн. Роман-новелізація гри «Темне воїнство: Солдат Імперії» (1997) уточнив, що з ним була напарниця Джен Орс, а операція відбувалася на планеті Данута. В цьому ж творі було запропоновано пояснення суперечливих версій: креслення було розділено на дві частини і сховано на Топраві й Дануті.

## Майбутнє
Попри прогнози комерційного успіху, продюсер й голова компанії «Lucasfilm» Кетлін Кеннеді заявила в інтерв'ю журналу «Empire», що «Бунтар Один» не матиме продовження. «Ми не будемо робити „Бунтар Два“», — сказала вона. Режисер стрічки Гарет Едвардс також заявив, що продовженням історії є фільм «Зоряні війни. Епізод IV. Нова надія», знятий Джорджем Лукасом у 1977 році. Головний креативний директор картини Джон Нолл відзначив, що фільм замислювався як самодостатній і закінчений твір. Учасники акторського складу також підтвердили, що в компанії «Lucasfilm» їм заявили, що не планують сиквел. Однак, виконавиця головної ролі Фелісіті Джонс зауважила, що в її контракті значиться одне продовження. Також в інтерв'ю «The Hollywood Reporter» вона допустила можливість сиквелу.